# Steffen Lehndorff

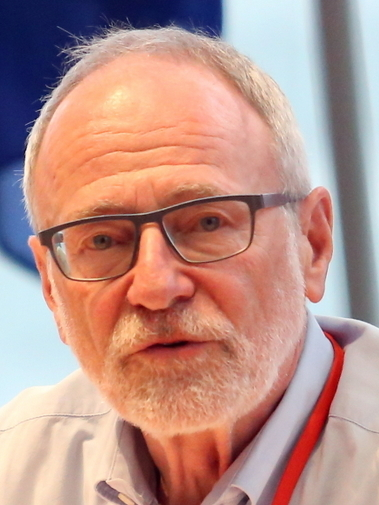
Steffen Lehndorff, 2018

Steffen Lehndorff (* 1947 in Berlin) ist ein deutscher Wirtschaftswissenschaftler und Autor.

## Werdegang
Lehndorff wurde 1982 an der Universität Bremen mit einer Arbeit über Gewerkschaften und Tarifpolitik promoviert. 1992 übernahm er im Institut Arbeit und Technik des Wissenschaftszentrums Nordrhein-Westfalen die Leitung des Bereichs Arbeitszeitforschung. Seit Anfang 2007 war er Abteilungsleiter Arbeitszeit und Arbeitsorganisation des neu gegründeten Instituts Arbeit und Qualifikation der Universität Duisburg-Essen. Mitte 2012 wurde er in den Ruhestand verabschiedet und ist seitdem als Research Fellow am Institut tätig.
Seine Arbeitsschwerpunkte waren Arbeitszeiten, industrielle Beziehungen und nationale Beschäftigungssysteme im europäischen Vergleich. Als Research Fellow widmete er sich vor allem der Krise der Eurozone, den Strategien der europäischen Gewerkschaften sowie zuletzt der sozial-ökologischen Transformation der Industrie und den Lehren des New Deal der 30er Jahre für einen „Grünen New Deal“ heute.
Lehndorff war als Student erst Mitglied des Sozialistischen Hochschulbundes (SHB) und wechselte 1971 zum MSB Spartakus, dessen Vorsitzender er von Februar 1974 bis 1977 war. Danach wurde er DKP-Funktionär in Köln. 1987–1989 war er einer der Wortführer des Erneuererflügels in der DKP, der versuchte, Michail Gorbatschows Perestrojka aufzugreifen. 1989 trat er aus der Partei aus.

## Schriften (Auswahl)

### Monographien
- Auf dem Weg zur klimaneutralen Industrie. Was läuft, wo es hakt, worauf es jetzt ankommt – Ein Überblick über das Studienpaket. Duisburg 2022, IAQ-Forschung 2022-04. Online verfügbar
- New Deal heißt Mut zum Konflikt. Was wir von Roosevelts Reformpolitik der 1930er Jahre heute lernen können – Eine Flugschrift. VSA Verlag, Hamburg 2020, ISBN 978-3-96488-073-4.
- (mit Thomas Haipeter, Antonio Brettschneider und Tabea Bromberg): Rückenwind für die Betriebsräte: Eine Analyse betrieblicher Modernisierungskampagnen in der Metall- und Elektroindustrie. Edition Sigma, Berlin 2011, ISBN 978-3-8360-8737-7
- (mit Thomas Haipeter) Atmende Betriebe, atemlose Beschäftigte: Erfahrungen mit neuartigen Formen betrieblicher Arbeitszeitregulierung. Edition Sigma, Berlin 2004, ISBN 3-89404-988-X
- Weniger ist mehr. Arbeitszeitverkürzung als Gesellschaftspolitik. VSA Verlag, Hamburg 2001, ISBN 978-3-87975-816-6.
- (mit Johannes Kirsch, Martina Klein und Dorothea Voss-Dahm): Darf's etwas weniger sein? Arbeitszeiten und Beschäftigungsbedingungen im Lebensmitteleinzelhandel. Ein europäischer Vergleich. Edition Sigma, Berlin 1999, ISBN 3-89404-880-8
- Zeitnot und Zeitsouveränität in der Just-in-time-Fabrik: Arbeitszeitorganisation und Arbeitsbedingungen in der europäischen Automobilzulieferindustrie. Hampp-Verlag, München 1997, ISBN 3-87988-260-6
- (mit Gerhard Bosch): Autos bauen zu jeder Zeit? Arbeits- und Betriebszeiten in der europäischen und japanischen Automobilindustrie. Edition Sigma, Berlin 1993, ISBN 3-89404-360-1
- Arbeitslosigkeit und Tarifpolitik. Möglichkeiten und Grenzen der Tarifpolitik im Rahmen des gewerkschaftlichen Kampfes gegen die Arbeitslosigkeit. Pahl-Rugenstein, Köln 1982, ISBN 978-3-7609-5115-7 (zugleich Dissertationsschrift Universität Bremen 1982).
- Wie kam es zur RGO? Probleme der Gewerkschaftsentwicklung in der Weimarer Republik von 1927–1929. Verlag Marxistische Blätter, Frankfurt am Main 1975, ISBN 978-3-88012-350-2.

### Herausgeberschaften
- (zusammen mit Heiner Dribbusch, Thorsten Schulten): Rough waters: European trade unions in a time of crises, Brüssel (ETUI, 2. Aktualisierte Auflage 2018), freier download
- Ein Triumph gescheiterter Ideen. Warum Europa tief in der Krise steckt – zehn Länder-Fallstudien. VSA Verlag, Hamburg 2012, ISBN 978-3-89965-511-7.
  - Neuauflage: Spaltende Integration. Der Triumph gescheiterter Ideen in Europa – revisited. Zehn Länderstudien. VSA Verlag, Hamburg 2014, ISBN 978-3-89965-574-2.
- Abriss, Umbau, Renovierung? Studien zum Wandel des deutschen Kapitalismusmodells. VSA Verlag, Hamburg 2009, ISBN 978-3-89965-325-0.
- Das Politische in der Arbeitspolitik. Ansatzpunkte für eine nachhaltige Arbeits- und Arbeitszeitgestaltung. Edition Sigma, Berlin 2006, ISBN 978-3-89404-534-0.